# Santhomyza biseta
Santhomyza biseta är en tvåvingeart som beskrevs av Rohacek och Baez 1988. Santhomyza biseta ingår i släktet Santhomyza och familjen sumpflugor. Inga underarter finns listade i Catalogue of Life.